# Arisaema echinatum
Arisaema echinatum är en kallaväxtart som först beskrevs av Nathaniel Wallich, och fick sitt nu gällande namn av Heinrich Wilhelm Schott. Arisaema echinatum ingår i släktet Arisaema och familjen kallaväxter. Inga underarter finns listade.